# Парламентські вибори в Хорватії 2016
Парламентські вибори в Хорватії 2016 відбулися в неділю 11 вересня 2016. Обиралися всі 151 депутат парламенту. Ці парламентські вибори були позачерговими і стали 9-ми від часу перших багатопартійних виборів у Хорватії. Явка виборців становила 52,59 %.
Виборам передував схвалений 16 червня 2016 вотум недовіри прем'єр-міністру Тихомирові Орешковичу та його кабінету, за який проголосували 125 депутатів. Уряд Орешковича пропрацював на той момент лише 5 місяців. Подальша спроба Патріотичної коаліції сформувати нову парламентську більшість та затвердити міністра фінансів Здравка Марича новим прем'єр-міністром провалилася, і парламент 20 червня 2016 проголосував за саморозпуск. Рішення про розпуск набуло чинності 15 липня 2016, що дало можливість президенту Грабар-Кітарович офіційно призначити вибори на 11 вересня 2016.
Передвиборну боротьбу очолювали дві найбільші партії розпущеного парламенту восьмого скликання: Хорватська демократична співдружність під керівництвом Андрея Пленковича та Соціал-демократична партія під проводом Зорана Мілановича. Остання брала участь у виборах у складі Народної коаліції, куди входять соціал-демократи, ХНП-ЛД, ХСП і ХПП. До виборчих перегонів долучився і ряд інших партій та коаліцій, в тому числі Міст незалежних списків, який після виборів 2015 року володіє «золотою акцією» у парламенті, а також багато інших дрібніших партій і незалежних списків із дотеперішнього скликання.

## Передісторія
Після виборів 2015 сформувати уряд було доручено незалежному бізнесменові Тихомиру Орешковичу, якого підтримала консервативна Патріотична коаліція на чолі з ХДС і МОСТ. У травні 2016 року в Хорватії вибухнув скандал навколо першого віце-прем'єра і тодішнього керівника ХДС Томіслава Карамарка через діяльність піар-компанії його дружини. Голова МОСТу віце-прем'єр Божо Петров закликав Карамарка подати у відставку, а опозиційна Соціал-демократична партія Хорватії висунула йому вотум недовіри. 15 червня 2016 Карамарко «через конфлікт інтересів» пішов у відставку. 16 червня 2016 ХДС висловила вотум недовіри урядові, звинувативши Орешковича у зловживаннях під час призначення членів Агентства безпеки і розвідки. За це проголосували 125 депутатів зі 151, 15 були проти і двоє утрималися. Відкидаючи звинувачення, Орешкович сказав, що прийшов в уряд з найкращими намірами допомогти своїй країні і робив усе, що в його силах, намагаючись забезпечити краще майбутнє Хорватії. Відставка уряду поглибила б у країні кризу, підсилену чварами між ХДС і молодшим партнером по урядовій коаліції МОСТом. У цих умовах ХДС прагнула сформувати новий уряд на чолі з дотеперішнім міністром фінансів Здравком Маричем, однак було ясно, що він не отримає підтримки 76 необхідних голосів депутатів. 20 червня члени хорватського парламенту проголосували за його розпуск, що і сталося 15 липня 2016. Це спонукало Президента Хорватії Колінду Грабар-Кітарович призначити дострокові вибори, датою яких було обрано 11 вересня 2016.

## Прем'єрство
Тодішній прем'єр-міністр, безпартійний технократ Тихомир Орешкович оголосив, що не буде балотуватися ні за яким партійним списком кандидатів і не прагнутиме переобрання. Це означає, що коли за наслідками виборів успішно сформується новий, 14-й уряд, то його, найімовірніше, очолить новий прем'єр-міністр.
Таким чином, у разі обрання на посаду прем'єр-міністра голови ХДС Андрея Пленковича або очільника Мосту незалежних списків Божо Петрова чи будь-якого іншого нинішнього керівника партії за єдиним винятком, це буде 12-та людина на посту голови уряду за всю історію незалежної Хорватії з моменту перших багатопартійних виборів у хорватський парламент у 1990 році. З цього твердження може бути тільки три винятки: 1) якщо знову вступить на посаду прем'єр-міністра Зоран Міланович, який раніше вже займав цей пост з 2011 до 2016 року, тим самим стаючи другим після Іво Санадера (переобраного в 2008 році) керівником уряду, обраним на другий строк (і першим в історії, обраним на два непослідовні строки); 2) якщо буде повторно обрано прем'єр-міністром Тихомира Орешковича (хоча він цього і не домагається), таким чином роблячи його другим прем'єр-міністром (після Санадера), який керуватиме урядом другий термін поспіль; 3) у малоймовірному випадку обрання одного з восьми живих колишніх прем'єр-міністрів, за винятком Мілановича (Месича,  Манолича, Грегурича, Шаринича, Валентича, Матеші, Санадера, Косор), які б у такому разі вступили на посаду вдруге або втретє (у випадку Санадера).

## Виборча система
151 депутата парламенту Хорватії обирають трьома способами: 140 обираються в десятьох округах (по 14 місць) за допомогою пропорційного представництва, використовуючи виборчий поріг у 5 %, при цьому кількість місць розподіляється за методом д'Ондта; 3 депутати обираються в спеціальному виборчому окрузі для хорватських громадян і осіб хорватського походження, які проживають за кордоном; 8 обираються у виборчому окрузі для національних меншин: 3 від сербів, 1 від італійців, 1 від угорців, 1 від чехів/словаків, 1 від албанців/боснійців/македонців/чорногорців/словенців та 1 від австрійців/болгар/німців/євреїв/поляків/циган/румунів/русинів/росіян/турків/українців/волохів.

## Прогнози
Дані екзит-полів, проведених найбільшими телеканалами країни, засвідчили, що Соціал-демократична партія здобуде 58 місць зі 151, а Хорватська демократична співдружність виборе 57 мандатів.

## Результати
Вибори майже не змінили розстановку політичних сил у парламенті. За результатами виборів, найбільше голосів здобула консервативна Хорватська демократична співдружність, яка одержала 61 місце у парламенті. На другому місці з невеличким відривом йде головний суперник консерваторів — Соціал-демократична партія, яка виборола 54 мандати. Третє місце, як і на попередніх виборах лише 10 місяців тому, посів Міст незалежних списків, який матиме в новому парламенті 12 своїх депутатів. «Міст» і надалі володітиме «золотою акцією», адже без його участі жодній із великих політичних партій не вдасться створити більшість. Решту мандатів поділили між собою дрібні політичні сили та представники нацменшин.
| Партії та коаліції                                          | Партії та коаліції                                 | Партії та коаліції                                                                                  | Голоси                        | %                             | Зміна                         | Місць | +/–  |
| ----------------------------------------------------------- | -------------------------------------------------- | --------------------------------------------------------------------------------------------------- | ----------------------------- | ----------------------------- | ----------------------------- | ----- | ---- |
| Внутрішні виборчі округи (1-й–10-й)                         |                                                    | |                               |                               |                               |       |      |
|                                                             | Коаліція ХДС                                       | ХДС, ХСЛП, ХХДП                                                                                     | 682.687                       | 36,27 %                       | +2,91 %                       | 59    | +3   |
|                                                             | Народна коаліція                                   | СДП, ХНП, ХПП, ХСП                                                                                  | 636.602                       | 33,82 %                       | +0,62 %                       | 54    | -2   |
|                                                             | Міст незалежних списків                            | Міст незалежних списків                                                                             | 186.626                       | 9,91 %                        | -3,60 %                       | 13    | -6   |
|                                                             | Коаліція «Єдиний вибір»                            | Жива стіна, Змінимо Хорватію, Молодіжна дія, Азбука демократії, ХДСП                                | 117.208                       | 6,23 %                        | +1,99 %                       | 8     | +7   |
|                                                             | Коаліція «За прем'єр-міністра»                     | БМ 365, Реформісти, Нова хвиля, Хорватська селянська партія Степана Радича, Блок «Пенсіонери Разом» | 76.054                        | 4,04 %                        | +0,72 %                       | 2     | ±0   |
|                                                             | Коаліція «Ще сильніша Істрія»                      | ДАІ, ПГК, Список за Рієку                                                                           | 43.180                        | 2,29 %                        | +0,46 %                       | 3     | ±0   |
|                                                             | Коаліція «Розвернися, Хорватіє»                    | «Розумно», «За місто»                                                                               | 38.812                        | 2,06 %                        | нова                          | 0     | нова |
|                                                             | Коаліція ХДАСБ                                     | ХДАСБ, ХКП                                                                                          | 23.573                        | 1,25 %                        | -0,11 %                       | 1     | -1   |
|                                                             | Інші партії та незалежні списки                    | Інші партії та незалежні списки                                                                     | 77.575                        | 4,12 %                        |                               | 0     | -1   |
|                                                             | Недійсні                                           | Недійсні                                                                                            | 36.871                        | 1,92 %                        |                               | -     | -    |
| Загалом по внутрішніх округах                               | Загалом по внутрішніх округах                      | Загалом по внутрішніх округах                                                                       | 1.919.188                     | 100 %                         | -                             | 140   | ±0   |
| Зареєстровані виборці / явка                                | Зареєстровані виборці / явка                       | Зареєстровані виборці / явка                                                                        | 3.531.279                     | 54,35 %                       | -6,47 %                       | -     | -    |
| XI округ — хорватські громадяни, які проживають за кордоном |                                                    | |                               |                               |                               |       |      |
|                                                             | Хорватська демократична співдружність              | Хорватська демократична співдружність                                                               | 13.117                        | 62,72 %                       | -22,97 %                      | 2     | -1   |
|                                                             | Незалежний список на чолі з Жельком Гласновичем    | Незалежний список на чолі з Жельком Гласновичем                                                     | 5.211                         | 24,91 %                       | нова                          | 1     | нова |
|                                                             | Коаліція «За прем'єр-міністра»                     | БМ 365, Реформісти, Нова хвиля, Хорватська селянська партія Степана Радича, Блок «Пенсіонери Разом» | 936                           | 4,47 %                        | +0,17 %                       | 0     | ±0   |
|                                                             | Міст незалежних списків                            | Міст незалежних списків                                                                             | 656                           | 3,13 %                        | -0,76 %                       | 0     | ±0   |
|                                                             | Інші списки XI округу                              | Інші списки XI округу                                                                               | 993                           | 4,75 %                        |                               | 0     | ±0   |
|                                                             | Недійсні                                           | Недійсні                                                                                            | 295                           | 1,39 %                        |                               | -     | -    |
| Загалом по XI округу                                        | Загалом по XI округу                               | Загалом по XI округу                                                                                | 21.208                        | 100 %                         | -                             | 3     | ±0   |
| Зареєстровані виборці / явка                                | Зареєстровані виборці / явка                       | Зареєстровані виборці / явка                                                                        | 21.223                        | 99,93 %                       | +0,02 %                       | -     | -    |
| XII округ — Виборчий округ національних меншин              |                                                    | |                               |                               |                               |       |      |
|                                                             | Самостійна демократична сербська партія            | Самостійна демократична сербська партія                                                             | Виборча система відрізняється | Виборча система відрізняється | Виборча система відрізняється | 3     | ±0   |
|                                                             | Демократичний союз угорців Хорватії                | Демократичний союз угорців Хорватії                                                                 | Виборча система відрізняється | Виборча система відрізняється | Виборча система відрізняється | 1     | +1   |
|                                                             | Союз ромів Хорватії «Калі Сара»                    | Союз ромів Хорватії «Калі Сара»                                                                     | Виборча система відрізняється | Виборча система відрізняється | Виборча система відрізняється | 1     | ±0   |
|                                                             | Союз албанців Хорватії                             | Союз албанців Хорватії                                                                              | Виборча система відрізняється | Виборча система відрізняється | Виборча система відрізняється | 1     | +1   |
|                                                             | Незалежні організації (італійська меншина)         | Незалежні організації (італійська меншина)                                                          | Виборча система відрізняється | Виборча система відрізняється | Виборча система відрізняється | 1     | ±0   |
|                                                             | Незалежні організації (чеська і словацька меншини) | Незалежні організації (чеська і словацька меншини)                                                  | Виборча система відрізняється | Виборча система відрізняється | Виборча система відрізняється | 1     | ±0   |
| Загалом по XII округу                                       | Загалом по XII округу                              | Загалом по XII округу                                                                               | 37.902                        | 100 %                         | -                             | 8     | ±0   |
| Зареєстровані виборці / явка                                | Зареєстровані виборці / явка                       | Зареєстровані виборці / явка                                                                        | 211.267                       | 17,94 %                       | -1,14 %                       | -     | -    |
| Всього місць у парламенті                                   | Всього місць у парламенті                          | Всього місць у парламенті                                                                           | Всього місць у парламенті     | Всього місць у парламенті     | Всього місць у парламенті     | 151   | ±0   |
| Джерело: Державна виборча комісія.                          |                                                    | |                               |                               |                               |       |      |